# Tuffi ai VI Giochi del Mediterraneo
Le competizioni dei tuffi dei VI Giochi del Mediterraneo si sono svolte nell'ottobre 1971 a Smirne, in Turchia. Il programma ha previsto le gare di trampolino a livello maschile e femminile.

## Podi

### Uomini
| Evento        | Oro              | Perform. | Argento       | Perform. | Bronzo            | Perform. |
| Trampolino 3m | Giorgio Cagnotto | 579.30   | Klaus Dibiasi | 557.73   | Moustafa A.Hassan | 478.76   |

| Evento          | Oro              | Perform. | Argento       | Perform. | Bronzo           | Perform. |
| Piattaforma 10m | Giorgio Cagnotto | 491.31   | Klaus Dibiasi | 584.65   | Abdel Soud Raouf | 464.66   |

### Donne
| Evento        | Oro            | Perform. | Argento     | Perform. | Bronzo              | Perform. |
| Trampolino 3m | Verena Masetti | 375.42   | Bruna Rossi | 368.22   | Carmen Bellen Nunes | 363.12   |

## Medagliere
| Posizione | Paese  |   |   |   | Totale |
| --------- | ------ | - | - | - | ------ |
| 1         | Italia | 2 | 2 | 0 | 4      |
| 2         | Egitto | 0 | 0 | 1 | 1      |
| 3         | Spagna | 0 | 0 | 1 | 1      |
| Totale    | Totale | 2 | 2 | 2 | 6      |